# Florin Cîțu
Florin-Vasile Cîțu (Bucarest, 1 de abril de 1972) es un político rumano que se desempeñó como primer ministro de Rumania desde el 23 de diciembre de 2020 hasta el 25 de noviembre de 2021. Previamente fue ministro de Finanzas Públicas en el gabinete del primer ministro Ludovic Orban desde el 4 de noviembre de 2019. Desde diciembre de 2016, es miembro del Senado rumano, y desde noviembre de 2021 es presidente de esta institución. Asumió como primer ministro tras una moción de confianza el 23 de diciembre de 2020 en la que obtuvo 260 votos a favor y 186 en contra.

## Biografía

### Educación
Después de graduarse de Grinnell College en 1996,  Cîțu obtuvo una maestría en economía y un doctorado en macroeconomía y economía internacional de la Universidad Estatal de Iowa en 2001.

### Inicio de su carrera
Después de graduarse, Cîțu trabajó como economista para el Banco de la Reserva de Nueva Zelanda (2001-2003) y el Banco Europeo de Inversiones (2003-2005).  Posteriormente trabajó como banquero de inversiones en la división rumana del Grupo ING hasta 2011.

### Carrera política
En 2019, Cîțu asumió como Ministro de Finanzas Públicas en el gabinete del primer ministro Ludovic Orban. El comité conjunto de presupuesto y finanzas del Parlamento de Rumanía no aprobó el nombramiento de Cîțu como ministro de Finanzas, aunque su voto no fue vinculante.
El 26 de febrero de 2020, tras el voto de censura contra el gabinete de Orban que tuvo lugar el 5 de febrero, el presidente Klaus Iohannis designó a Cîțu como nuevo primer ministro de Rumanía y le pidió que formara un nuevo gobierno. No obstante, Orban logró mantenerse en el poder tras obtener nuevamente la confianza parlamentaria.
Tras las elecciones legislativas de 2020, Cîțu fue la propuesta del Partido Nacional Liberal para asumir como nuevo primer ministro y suceder al jefe de Gobierno interino Nicolae Ciucă, tras la dimisión de Ludovic Orban el 7 de diciembre. Cîțu fue nombrado primer ministro el 23 de diciembre, formando un gobierno de coalición tripartito.
El 25 de septiembre de 2021 fue elegido presidente del PNL. Su llegada a la jefatura del partido, en detrimento de Ludovic Orban, fue percibida como una "victoria pírrica". Su credibilidad se vio afectada por la violenta campaña contra su oponente, marcada por las revelaciones sobre sus respectivas vidas privadas. También fue cada vez más cuestionado por sus propios aliados, especialmente por su inacción en materia de justicia y su gestión del COVID-19. Además, las encuestas indicaban que más del 80% de la población consideraba que "el país está siendo dirigido en la dirección equivocada".
El 5 de octubre de 2021 se votó una moción de censura presentada por el Partido Socialdemócrata (PSD) con el apoyo de la USR-PLUS y la Alianza para la Unión de los Rumanos (AUR).
En noviembre de 2021 fue elegido como presidente del Senado de Rumania.

### Otras actividades
- Banco Europeo de Reconstrucción y Desarrollo (BERD), miembro ex officio del Consejo de Gobernadores (desde 2019)[16]
- Banco Europeo de Inversiones (BEI), miembro de oficio del Consejo de Gobernadores (desde 2019)[17]
- Banco Mundial, miembro ex officio de la Junta de Gobernadores (desde 2019)[18]